# Wiebesia flava
Wiebesia flava är en stekelart som beskrevs av Wiebes 1993. Wiebesia flava ingår i släktet Wiebesia och familjen fikonsteklar. Inga underarter finns listade i Catalogue of Life.